# Pandinurus gregoryi
Espèce
Synonymes
- Scorpio gregoryi Pocock, 1896
- Pandinus gregoryi (Pocock, 1896)

Pandinurus gregoryi est une espèce de scorpions de la famille des Scorpionidae.

## Distribution
Cette espèce est endémique du Kenya.

## Description
La femelle holotype mesure 117 mm.
Pandinurus gregoryi mesure de 80 à 130 mm.

## Systématique et taxinomie
Cette espèce a été décrite sous le protonyme Scorpio gregoryi par Pocock en 1896. Elle est considérée comme une sous-espèce de Pandinus pallidus par Kraepelin en 1899 puis relevée au rang d'espèce par Kraepelin en 1903. Elle est placée dans le genre Pandinurus par Rossi en 2015.

## Étymologie
Cette espèce est nommée en l'honneur de John Walter Gregory.

## Publication originale
- Pocock, 1896 : « On the scorpions, centipedes and millipedes obtained by Dr. Gregory on his expedition to Mount Kenia, East Africa. Part I. Scorpions. » Annals and Magazine of Natural History, sér. 6, vol. 17, p. 425-435 (texte intégral).